# Wolfskers
Wolfskers (Atropa belladonna) (ook: belladonna of slaapbes) is een vaste plant uit de nachtschadefamilie (Solanaceae). De plant is zeer giftig.

## Voorkomen
Wolfskers komt van nature voor in Europa, Noord-Afrika en West-Azië en is van daaruit verspreid over de hele wereld. In Nederland is de soort zeldzaam en voornamelijk in Zuid-Limburg en Gelderland te vinden, maar hij komt ook voor in parken in de rest van Nederland. Deze plant is in Nederland sinds 1 januari 2017 door de Wet Natuurbescherming wettelijk beschermd. In de Belgische Ardennen is de soort zeldzaam, elders nog zeldzamer. De standplaats is op beschaduwde plekken, vooral aan de rand van het bos.

## Werkzame stoffen
De hele plant bevat giftige alkaloïden. Bijzonder gevaarlijk zijn de bessen, die de uiterst giftige stof atropine bevatten. Het eten van drie bessen kan dodelijk zijn voor een kind. Voor een volwassene zijn tien tot twaalf bessen vaak fataal. De plant kan tot 1 m hoog worden. Ook de bladeren en wortels zijn zeer rijk aan deze alkaloïden.
Verder bevat de plant hyoscyamine, scopolamine, pyridine en choline.

## Gebruik
De soortaanduiding belladonna is Italiaans en betekent 'mooie vrouw'. Vrouwen druppelden tijdens de Renaissance namelijk het atropine bevattende sap uit de plant in hun ogen om de pupillen te verwijden en ze donkerder en glanzender te maken. Dat ze daardoor ook slechter zagen werd voor lief genomen. Ook tegenwoordig gebruiken oogartsen de pupilverwijdende eigenschap van atropine nog steeds bij oogonderzoek. De hoeveelheid atropine die ze gebruiken is wel miniem.
De botanische naam Atropa is afgeleid van Atropos, de naam van een van de drie schikgodinnen uit de Griekse mythologie. Het Oudgriekse woord 'atropos' betekent 'onafwendbaar'. Al in de oudheid werd de plant gebruikt. In de 19e eeuw werden extracten van de wolfskers gebruikt voor de behandeling van geelzucht, roodvonk, kinkhoest, zenuwziektes en epilepsie.
In de middeleeuwen werd de plant gebruikt in levenselixers en beschouwd als heksenkruid waarvan heksen heksenzalf maakten. Bij matig inwendig gebruik kunnen er waanvoorstellingen en roestoestanden optreden.
Atropine is een reddingmiddel bij vergiftiging door zenuwgas van de G-reeks (bv. sarin en tabun). De “Nerve Agent Antidote Kit“ (NAAK) bevat een auto-injector voor gebruik door militairen.

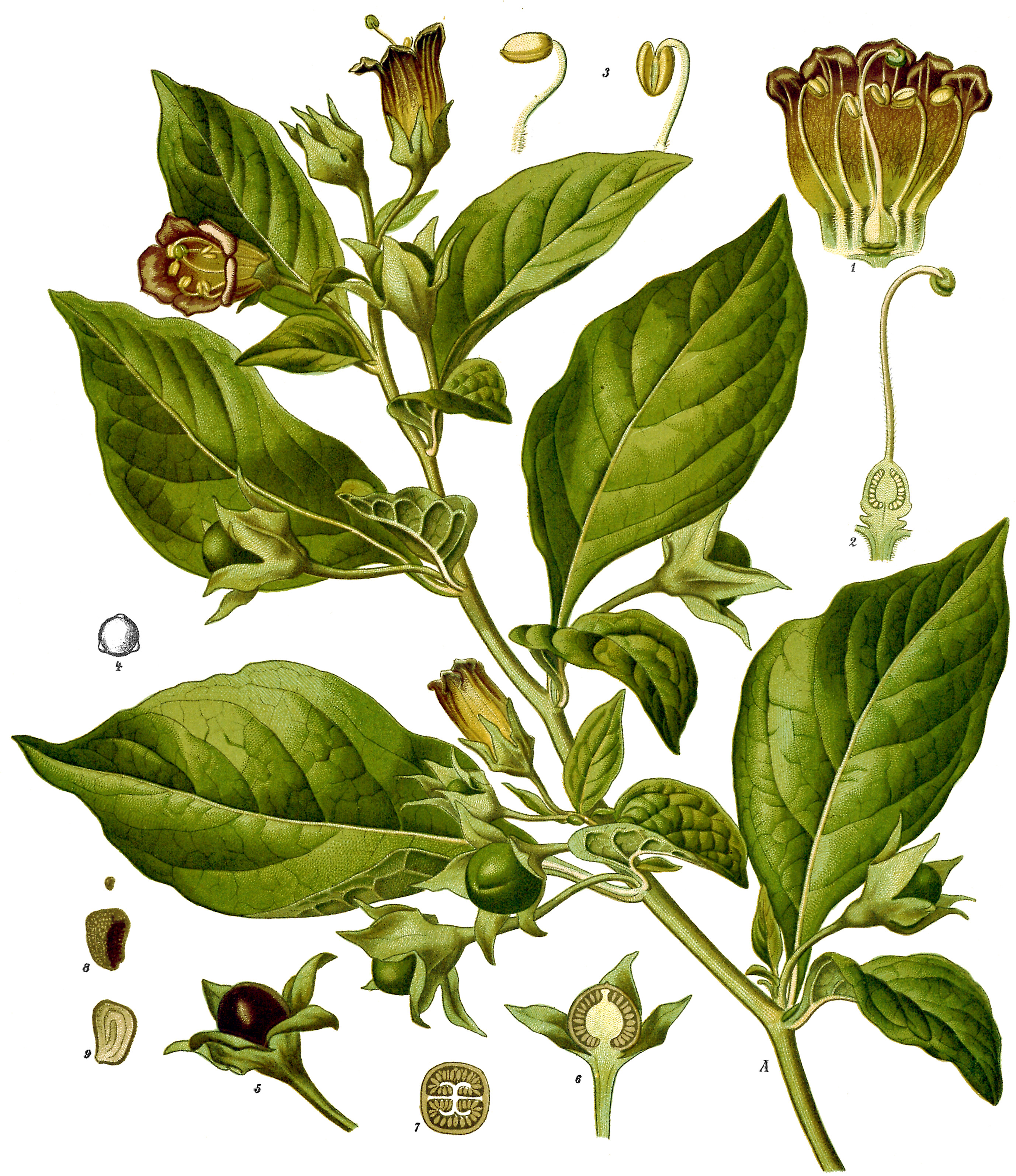
Afbeelding uit Köhler’s Medizinal-Pflanzen
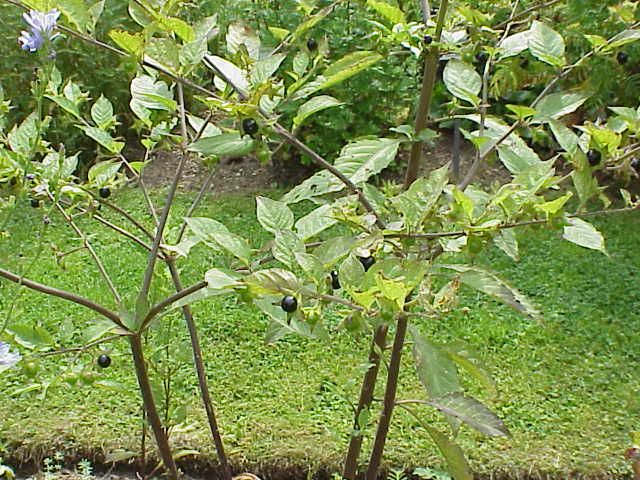
plant
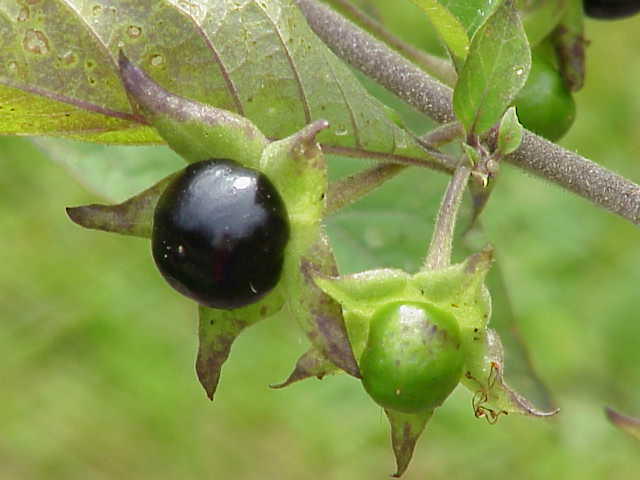
vrucht
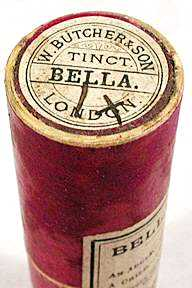
Tinctuur bereid uit wolfskers